# Cecilia Sanz Sanz
Cecilia Sanz Sanz (Xàtiva, 5 de desembre de 1914 - Tampico, 20 de desembre de 1997), també coneguda com a Cecilia Sanz de Ridaura, fou una escriptora i metgessa valenciana, especialista en histologia, exiliada del franquisme.
Participà en la Guerra Civil espanyola com a tinenta mèdica de l'octava divisió de l'exèrcit de la República, i en ser derrotada aquesta s'hagué d'exiliar a Mèxic en companyia del seu marit, Vicente Ridaura, també metge, amb qui s'havia casat pocs dies abans d'esclatar el conflicte bèl·lic. Arribaren al Port de Veracruz el 13 de juny de 1939 a bord del Sinaia, procedents de França, i al cap d'algun temps van poder establir-se a Tampico.
No podent revalidar els seus estudis, mai no va poder exercir la Medicina a Mèxic, motiu pel qual  va enfocar la seva activitat envers la docència. Així, doncs, en aquesta ciutat, Cecilia Sanz fou una de les primeres professores de la Facultat de Medicina, que contribuí a fundar el 1950, de la Universitat Autònoma de Tamaulipas, on impartí classes fins que, arran de la vaga que hi hagué el 1974, hi va renunciar. A part d'aquesta labor docent, desplegà una abundant activitat d'animació cultural, donant conferències no sols sobre qüestions relacionades amb la medicina, sinó també sobre temes socials, literaris i culturals en general. Va escriure poemes, assaigs i articles que en part aparegueren en diversos diaris, i alguns dels quals, junt amb relats i notes autobiogràfiques, foren reunits en un volum publicat el 1994.
La seva presència a Tampico va nodrir i estimular l'àmbit mèdic, acadèmic i cultural de la ciutat. Per això algunes institucions porten el nom de l'escriptora, metgessa i promotora cultural, en reconeixement del seu llegat, com ara la Biblioteca Pública Dra. Cecilia Sanz de Ridaura, de la qual va ser directora, i la Fundación Cecilia Sanz de Ridaura Arte y Cultura, que d'ençà del 1998 celebra anualment un festival cultural on tenen lloc espectacles teatrals, exposicions de pintura, presentacions de llibres i s'atorga un premi de reconeixement a la trajectòria d'un artista o grup local.

## Obra literària
- Textos reunidos. Tampico: Universidad Autónoma de Tamaulipas-Dirección General de Extensión Universitaria (col. Papeles de la mar, 6), 1994.